# Joint Distribution Committee
Joint Distribution Committee (JDC; volle Bezeichnung: American Jewish Joint Distribution Committee), Kurzform Joint, ist eine seit 1914 vor allem in Europa tätige Hilfsorganisation US-amerikanischer Juden mit Sitz in New York City.

## Mitarbeiter
Bis 1937 wurde das JDC von Felix M. Warburg und Paul Baerwald geleitet. Während der 1930er-Jahre war der Islamwissenschaftler Eugen Mittwoch Leiter des Berliner Büros des JDC. Im Zweiten Weltkrieg wirkte Joseph J. Schwartz als europäischer Direktor im neutralen Lissabon und steuerte von dort aus alle verbliebenen Hilfsmöglichkeiten.

## Tätigkeiten
Der ursprüngliche Zweck der Organisation war die Unterstützung jüdischer Opfer des Ersten Weltkriegs.
1924 formierte sich in der Sowjetunion die American Jewish Joint Agriculture Corporation, kurz Agro-Joint. Die Einführung des staatlichen Handelsmonopols in der Sowjetunion hatte für viele jüdische Kaufleute zum Verlust ihres Lebensunterhaltes geführt. In Zusammenarbeit mit den sowjetischen Behörden half Agro-Joint den Betroffenen bei der Umschulung zu einem landwirtschaftlichen Beruf. Im Zeitraum von 1924 bis 1938 unterstützte Agro-Joint mehr als 100.000 Juden in der Sowjetunion bei der Ansiedelung in Landwirtschaftsgenossenschaften in der Ukraine und der Krim. 1938 wurde Agro-Joint jedoch verboten und seine Vertreter ausgewiesen.
Während der Zeit des Nationalsozialismus linderte die Organisation die wirtschaftliche Not der deutschen Juden mittelbar durch Zuwendungen an jüdische Einrichtungen und unterstützte die Emigration aus Deutschland. Zwischen 1934 und 1937 zahlte die Wohlfahrtsorganisation aus den Spendengeldern etwa 4,6 Millionen Dollar an den Zentralausschuss der deutschen Juden für Hilfe und Aufbau. Weitere 2,3 Millionen Dollar kamen osteuropäischen Gemeinden zugute. Im Zweiten Weltkrieg schöpfte die Organisation vom neutralen Lissabon aus alle verbliebenen Hilfsmöglichkeiten aus, um Geld und Nahrungsmittel nach Polen und in andere von der Wehrmacht besetzte Gebiete zu schicken. So wurden Päckchen ins Ghetto Theresienstadt gesandt. Dabei diente Saly Mayer in St. Gallen als eine Art Drehscheibe für die finanziellen Transaktionen. Auch die Rettungsaktionen von Raoul Wallenberg wurden finanziell abgesichert.
Nach dem Zweiten Weltkrieg wurde das Komitee Zentralorganisation aller jüdischen Wohlfahrtsverbände die wichtigste Hilfsorganisation für die überlebenden jüdischen Displaced Persons in Deutschland, Italien und osteuropäischen Staaten. Nach der Staatserklärung Israels organisierte die Organisation Transporte für Einwanderer dorthin.
1949 gehörte der JDC zu den Initiatoren der Paul Baerwald School in Versailles, an der jüdische Sozialarbeiter ausgebildet wurden, die in der Nachkriegszeit Juden in Europa, Nordafrika und in Palästina zur Seite stehen konnten. Der stellvertretende Direktor der Schule, Fred Ziegellaub, übernahm ab 1954 verschiedene Funktionen für den JDC in Europa. Er wurde zuerst Director for Community Relations in Frankfurt, dann Ende 1955/Anfang 1956 Landesdirektor für Österreich und danach Landesdirektor für die Bundesrepublik Deutschland mit Sitz in Frankfurt am Main. 
Die Joint war am 26. Oktober 1951 in der Claims Conference in New York vertreten, bei der 22 Organisationen die Ansprüche jüdischer Opfer sowie Israels vertraten.
Mit der Auflösung des letzten DP-Lagers 1957 hatte das Komitee seine größte Herausforderung gemeistert. Unterstützt werden weiterhin notleidende jüdische Gemeinden.

## Aufwendungen
Zwischen 1914 und 1945 konnte das Komitee neben Lebensmittellieferungen 169 Millionen Dollar Spendengelder verteilen. Das Spendenaufkommen stieg ab 1945 sprunghaft an, so dass allein von 1946 bis zum Jahre 1950 etwa 280 Millionen Dollar zur Unterstützung der überlebenden jüdischen Opfer aufgewendet werden konnten.

## JDC Israel
In Israel betreibt das JDC heute folgende Hilfswerke:
- ASHALIM – Hilfen für gefährdete Kinder und Jugendliche sowie deren Familien
- ELKA – Führungsausbildung für Laien, Stärkung der Zivilgesellschaft, Förderung von interkommunaler Zusammenarbeit und Regionalentwicklung
- ESHEL – Hilfen für alte Menschen
- Israel Unlimited – Hilfen für behinderte Menschen
- TEVET – Arbeitsvermittlung
- Young Adults and Immigrants – Unterstützung der gesellschaftlichen Integration junger Erwachsener und Einwanderer